# Красовский, Николай Викторович
Николай Викторович Красовский (29 ноября 1904 года, пос. Гассан-Кули, Красноводский уезд, Закаспийская область — неизвестно) — советский военный деятель, полковник (1937 и 1944 года).
Депутат Совета Национальностей Верховного Совета СССР 1 созыва.

## Начальная биография
Николай Викторович Красовский родился 29 ноября 1904 года в посёлке Гассан-Кули ныне городе Эсенгулы Балканского велаята Туркменистана.
Учился в Ашхабадском городском училище, а затем жил с матерью в Ашхабаде.

## Военная служба

### Гражданская война
1 марта 1920 года призван в ряды РККА и направлен в 185-й стрелковый полк в составе 11-й армии (Кавказский фронт), однако из-за перенесённого сыпного тифа в сентябре переведён делопроизводителем в отделе снабжения Ганджинского губернского военкомата, а в январе 1921 года назначен помощником начальника военно-хозяйственного довольствия этого же отдела.
В августе 1921 года направлен на учёбу на военно-инженерные курсы ГУВУЗ Туркестанского фронта в Ташкенте, но опоздал к началу учёбы и в сентябре демобилизован.

### Межвоенное время
С октября 1921 года работал инструктором в областном совете профсоюзов в Ашхабаде, а с начала 1923 года — инструктором в обкоме комсомола.
В январе 1924 года Н. В. Красовский направлен на работу в ОГПУ и в феврале назначен на должность контролёра контрольно-пропускного пункта Туркменского областного отдела ОГПУ, в марте 1925 года — на должность контролёра контрольно-пропускного пункта и помощника уполномоченного пограничной комендатуры Гаудан и Серахс 46-го Туркменского пограничного отряда ОГПУ, в мае 1928 года — на должность уполномоченного коменданта по секретной оперативной части и коменданта 2-го Серахского погранучастка 45-го Мервского пограничного отряда ОГПУ, а в декабре 1932 года — на должность помощника начальника по секретной оперативной части 67-го Кизил-Атрекского пограничного отряда Туркменского округа ОГПУ. Принимал участие в ликвидации басмачества.
В июле 1927 года вступил в ряды ВКП(б).
С февраля 1934 года служил инспектором оперативного отдела Управления пограничной и внутренней охраны НКВД в Ташкенте, с ноября того же года — инспектором оперативного отдела Управления пограничной и внутренней охраны НКВД Туркменской ССР в Ашхабаде, с апреля 1935 года — начальником штаба 5-го Сестрорецкого пограничного отряда НКВД, а в марте 1937 года — начальником этого же пограничного отряда.
22 октября 1937 года майор Николай Викторович Красовский назначен на должность народного комиссара УНКВД Мордовской АССР. 15 декабря 1938 года освобождён от занимаемой должности, зачислен в распоряжение НКВД СССР и 22 января 1939 года арестован по подозрению в участии в контрреволюционной организации в войсках НКВД. Приговором Военной коллегии Верховного суда СССР от 15 февраля 1940 года осуждён по ст. 193-17 п. «а» УК РСФСР на 10 лет ИТЛ с лишением воинского звания и наград. Наказание отбывал в Северном железнодорожном лагере НКВД в Коми АССР.

### Великая Отечественная война
С началом войны Н. В. Красовский находился в заключении.
20 августа 1942 года досрочно освобождён со снятием судимости и в сентябре направлен на учёбу на курсы «Выстрел», после окончания которых в ноябре назначен на должность заместителя командира по строевой части 933-го стрелкового полка в составе 254-й стрелковой дивизии, а 22 декабря присвоено воинское звание «капитан». 254-я стрелковая дивизия вела оборонительные боевые действия восточнее Старой Руссы и с января 1943 года участвовала в ходе Демянской наступательной операции.
22 марта 1943 года капитан Н. В. Красовский назначен на должность начальника штаба 147-й курсантской стрелковой бригады. В мае в селе Хавки (Венёвский район, Тульская область) на базе 120-й и 147-й курсантской стрелковых бригад была сформирована 197-я стрелковая дивизия, а майор Н. В. Красовский назначен командиром 828-го стрелкового полка. С июля дивизия вела боевые действия на правом берегу реки Рессета, в ходе которых Н. В. Красовский 23 июля был ранен. С августа 1943 года дивизия принимала участие в боевых действиях в ходе Орловской, Брянской, Гомельско-Речицкой, Львовско-Сандомирской и Висло-Одерской наступательных операций. 18 февраля 1945 года полковник Н. В. Красовский назначен командиром этой же 197-й стрелковой дивизии, а 25 апреля — на должность командира 127-й стрелковой дивизии, которая принимала участие в боевых действиях в ходе Берлинской наступательной операции.

### Послевоенная карьера
После окончания войны находился на прежней должности. После расформирования дивизии полковник Н. В. Красовский с июля 1945 года находился в резерве Центральной группы войск.
В марте 1946 года направлен на учёбу на курсы усовершенствования командиром стрелковых дивизий при Военной академии имени М. В. Фрунзе, после окончания которых в январе 1947 года оставлен в академии для использования на преподавательской работе. В январе 1948 года назначен на должность преподавателя по оперативно-тактической подготовке и тактического руководителя учебной группы основного факультета, а в июне 1949 года — на должность преподавателя кафедры общей тактики. В это же время учился на факультете заочного обучения академии, который окончил 8 марта 1950 года с отличием и золотой медалью. С августа 1952 года служил старшим преподавателем кафедры общей тактики Военной академии имени М. В. Фрунзе, с февраля 1954 года — старшим преподавателем кафедры тактики высших соединений, с ноября 1955 года — старшим преподавателем кафедры оперативно-тактической подготовки, а с августа 1959 года — старшим преподавателем кафедры оперативно-тактической подготовки № 2.
Полковник Николай Викторович Красовский 6 октября 1960 года вышел в запас.
В реабилитации отказано в 1999 году.

## Награды
- Орден Ленина (20.06.1949);
- Пять орденов Красного Знамени (14.02.1936[2], ?)
- Орден Кутузова 2-й (29.05.1945) и 3-й степеней;
- Орден Отечественной войны 1-й степени;
- Орден Трудового Красного Знамени Туркменской ССР (20.12.1932)[2];
- Медали.

Почетные звания:
- Почётный сотрудник госбезопасности (14.02.1936)[2].